# Sonequa Martin-Green
Sonequa Martin-Green (ur. 21 marca 1985 w Russellville) – amerykańska aktorka filmowa i telewizyjna.

## Życiorys
Ukończyła w 2007 studia teatralne na University of Alabama. Debiutowała w filmie w 2005, wkrótce otrzymała angaż do różnych seriali, występując w kilku odcinkach m.in. Żony idealnej, NYC 22 i Dawno, dawno temu. W 2012 pojawiła się na planie trzeciego sezonu Żywych trupów w roli Sashy. W kolejnym sezonie została włączona do regularnej obsady tej produkcji. W 2017 wcieliła się w pierwszoplanową postać komandor Michael Burnham w serialu Star Trek: Discovery.

## Wybrana filmografia
- 2005: Not Quite Right jako Coco Delight
- 2008: Prawo i porządek: Zbrodniczy zamiar (serial TV) jako Kiana Richmond
- 2009: Rivers Wash Over Me jako Shawna King
- 2009: Poślubione armii (serial TV) jako Kanessa Jones
- 2009: Żona idealna (serial TV) jako Courtney Wells
- 2011: Plotkara (serial TV) jako Joanna
- 2011: Yelling to the Sky jako Jojo Parker
- 2012: NYC 22 (serial TV) jako Michelle Terry
- 2012: Żywe trupy (serial TV) jako Sasha Williams
- 2013: Dawno, dawno temu (serial TV) jako Tamara
- 2017: Star Trek: Discovery (serial TV) jako Michael Burnham
- 2021: Kosmiczny mecz: Nowa era jako Kamiyah James[1]